# Pyramide numéro 1 de Lepsius
La pyramide no 1 de Lepsius est un grand monument en briques de terre cuite, sans doute inachevée située au nord-est de la nécropole sud de Abou Rawash. Elle doit ce nom énigmatique à son découvreur l'égyptologue Karl Richard Lepsius qui la place au premier rang dans sa liste des pyramides d'Égypte. La forme du monument est toujours sujette à débat puisque certains égyptologues comme Jean-Philippe Lauer y voient plutôt un mastaba.

## Histoire de la recherche

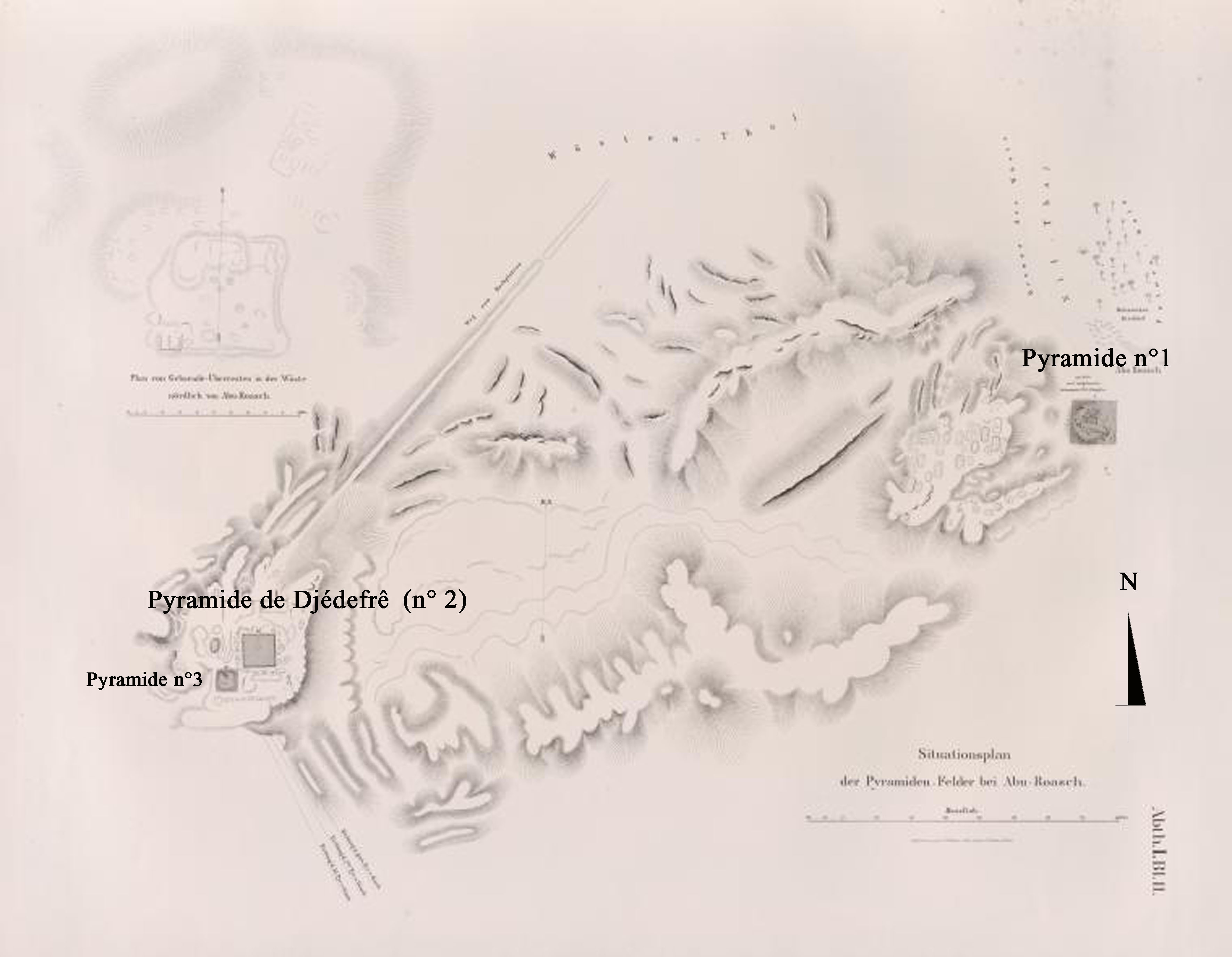
Position de la pyramide sur la carte de Lepsius.

Le monument a été examiné pour la première fois en 1837 par John S. Perring. Il la considérait comme une pyramide très ancienne et croyait donc reconnaître en elle la pyramide d'Ouénèphès (grec ancien Ουενεφης) et dans les ruines la place Kochome. Il s'appuyait sur les dires de Manéthon. En effet, selon ce dernier, Ouénèphès, le quatrième roi de la Ire dynastie, a construit une pyramide à Kochome (grec ancien Κωχώμη).
En 1842, la pyramide a été mesurée par Karl Richard Lepsius et cataloguée comme pyramide de briques no I dans sa liste des pyramides. Dans un puits, il a trouvé un cercueil non inscrit, grossièrement taillé, que Perring avait également décrit. À son époque, le bâtiment faisait encore 17 m de haut. Cependant, il rapporte que des briques de la pyramide étaient enlevées quotidiennement pour construire des maisons ou fertiliser les champs avoisinants, de sorte qu'aujourd'hui il ne reste plus que le noyau rocheux. Il a estimé la hauteur initiale à environ 145 m.
I. E. S. Edwards, en revanche, a supposé que le monument était la ruine d'un grand mastaba en briques crues. Une enquête détaillée n'a été menée qu'en 1985-1986 par Nabil M. Swelim, qui a identifié le monument comme la ruine d'une grande pyramide en briques crues. Cette enquête est à ce jour la seule qui ait traité cette pyramide en détail. Toutefois, la classification en tant que pyramide a été contestée jusqu'à présent en raison du faible degré de conservation.

## Description

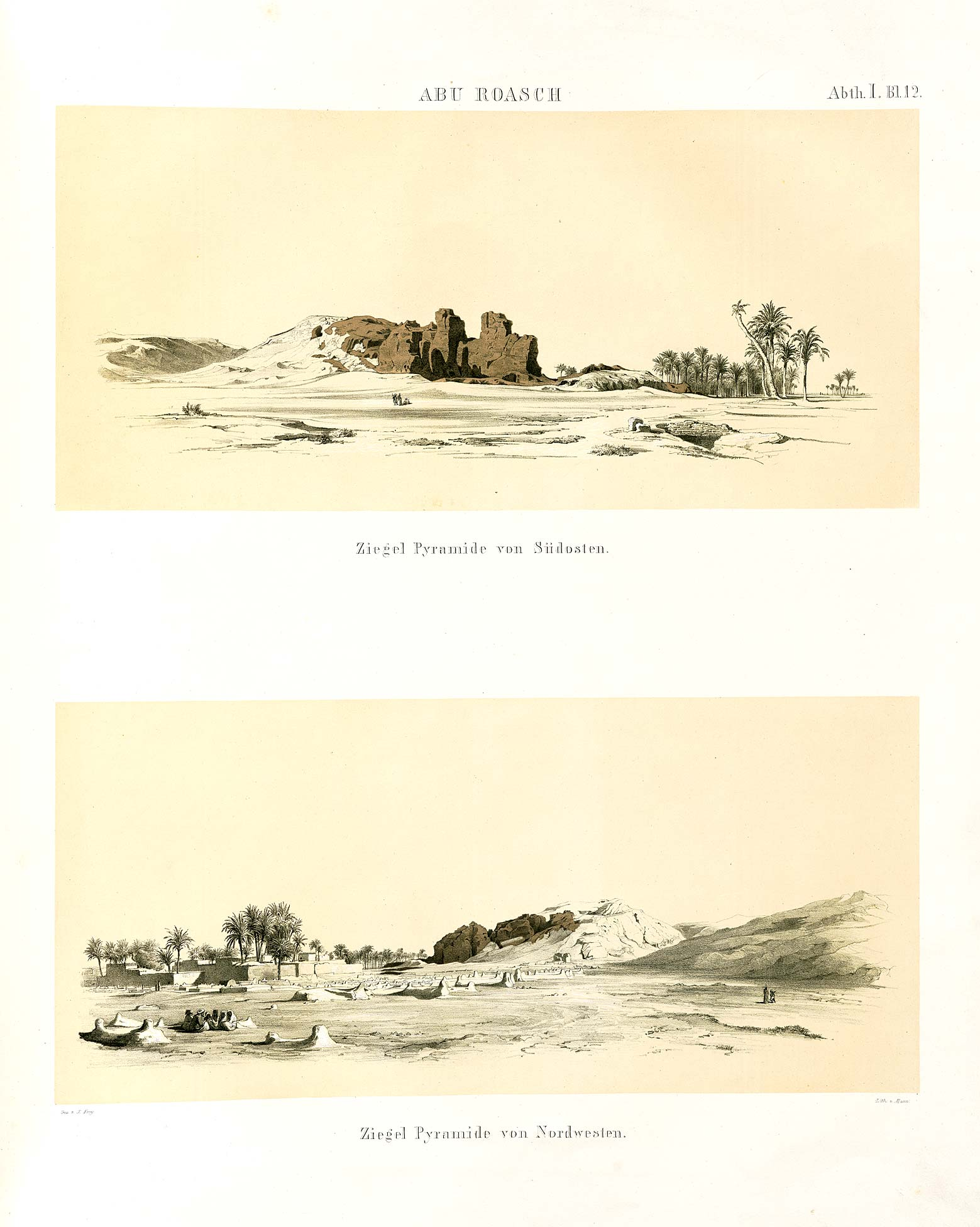
Vues de la pyramide no 1 (par Lepsius, XIXe siècle siècle)

### La superstructure
La pyramide a été construite à partir de simples briques de terre cuite sans paille comme matériau de remplissage autour d'un grand noyau rocheux. La superstructure était constituée de gradins en briques crues, s'inclinant vers l'intérieur à 75°-76°, comme les couches de pierre des pyramides à degrés de la IIIe dynastie. Selon Swelim, la longueur de la base de la pyramide était de 215 m avec une hauteur prévue de 107,5 m à 150,5 m. Ainsi, cette pyramide était du même ordre de grandeur que les pyramides de Khéops et de Khéphren. Il n'est pas clair si la structure devait être réalisée sous forme de pyramide à degrés ou si elle était prévue comme une véritable pyramide avec un revêtement extérieur. Selon N. Swelim, le monument a été recouvert d'un parement donnant l'aspect final d'une pyramide à faces lisses.

### L'infrastructure
Les appartements funéraires suivent le même plan que celui de la pyramide de Djédefrê. Une longue descenderie en grande partie taillée dans le roc, accessible sur la face nord et inclinée d'un angle de 25° mène à la chambre funéraire souterraine. Cette chambre funéraire à base carrée de 5,5 m de côté et de 5 m de haut est creusée dans le noyau rocheux, située sous l'apex de ce dernier. Il n'existe pas d'autres chambres et galeries comme dans les pyramides à degrés de Djéser, Sekhemkhet et Khaba.

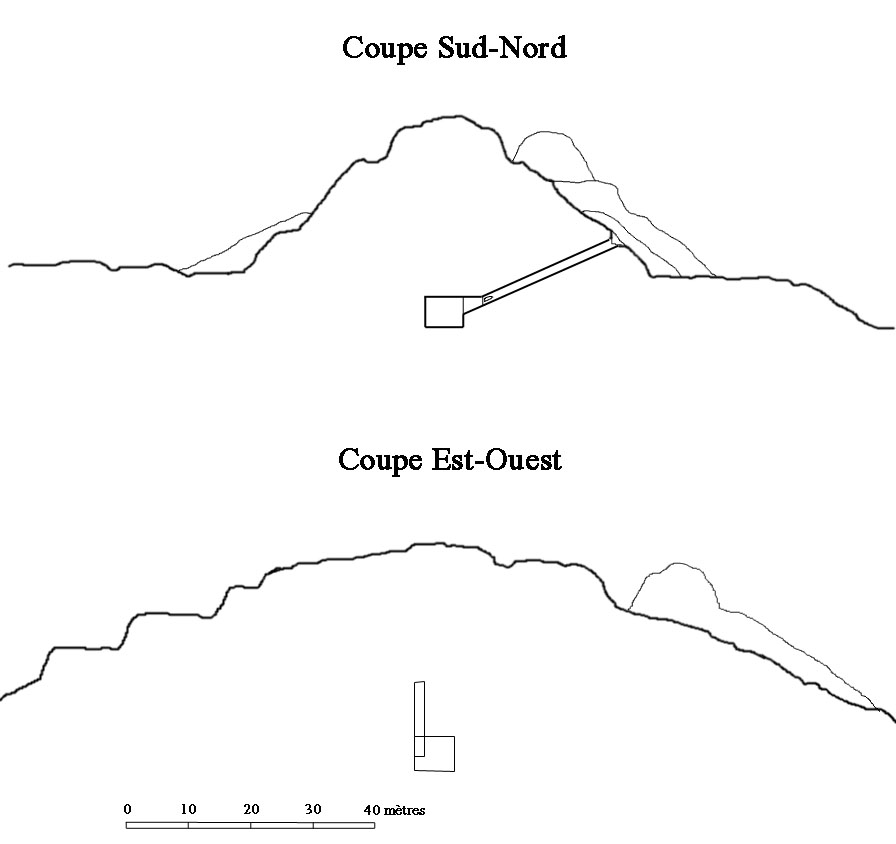
Ruines de la pyramide
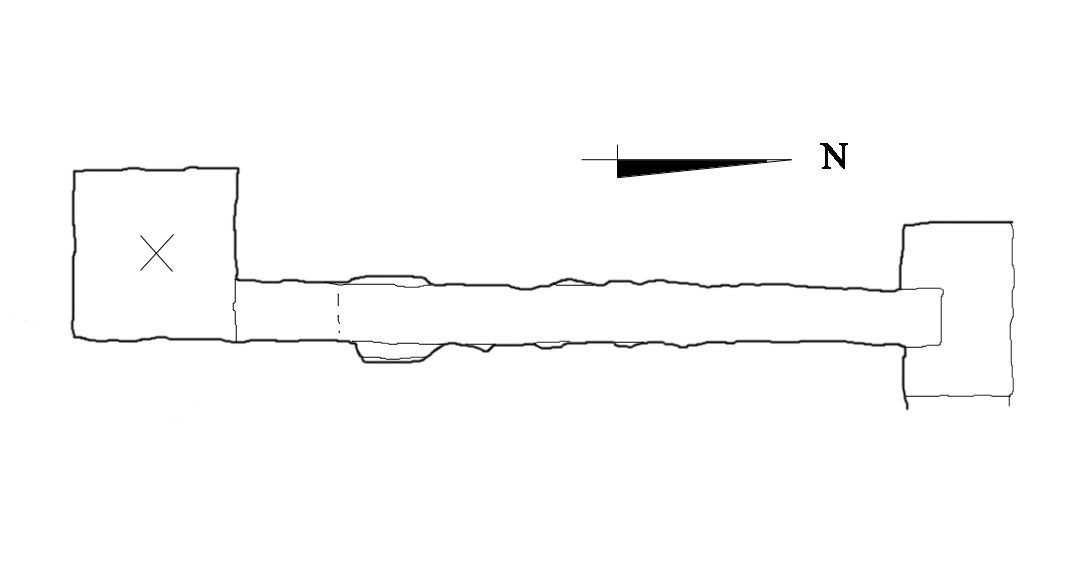
Appartements funéraires de la pyramide
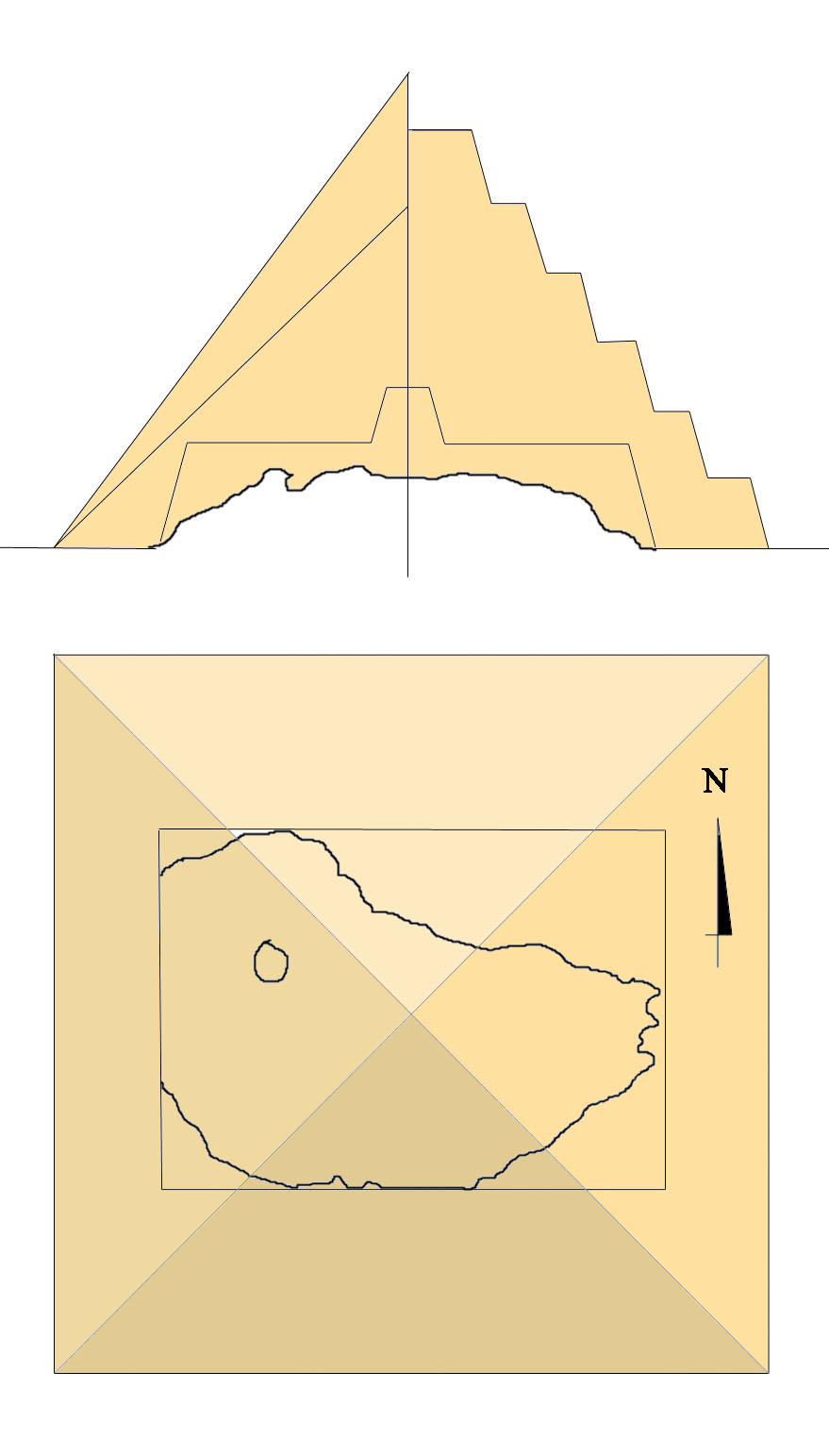
Reconstitution de la pyramide (d'après N. Swelim)

## Datation et attribution
Jusqu'à présent, le bâtiment ne pouvait ni être daté exactement ni être attribué à un pharaon particulier. On n'a pas non plus trouvé d'inscriptions ou d'artefacts qui nous permettraient de tirer des conclusions sur le commanditaire. Comme il est unique parmi les pyramides égyptiennes par ses propriétés, il n'est pas facile de le replacer dans un contexte.
Sa taille immense suggère un bâtiment des IIIe et IVe dynasties, tandis que les briques de terre cuite étaient utilisées comme matériau de construction pour les pyramides des XIIe et XIIIe dynasties.
Il est peu probable que la pyramide ait été achevée et que le commanditaire ait été enterré dans la chambre funéraire, car plus de 30 tombes ont été creusées dans le noyau rocheux, datant des Ve et VIe dynasties, ce qui indique que la pyramide était déjà une ruine à cette époque, abandonnée comme lieu de sépulture.
Le bâtiment est attribué par certains à Houni, dernier roi de la IIIe dynastie. Swelim suggère la IVe dynastie comme alternative, avançant le fait que le massif de la pyramide bénéficie d'une éminence rocheuse, particularité architecturale propres aux pyramides de cette période. La pyramide d'Athribis, qui est une autre pyramide en briques de terre cuite, plus petite, est placée dans un cadre chronologique similaire.